# Chaudes-Aigues
 Chaudes-Aigues  es una población y comuna francesa, situada en la región de Auvernia, departamento de Cantal, en el distrito de Saint-Flour y cantón de Chaudes-Aigues.

## Demografía
| 1218 | 1114 | 1187 | 1186 | 1110 | 986 |
| Para los censos de 1962 a 1999 la población legal corresponde a la población sin duplicidades (Fuente: INSEE [Consultar]) |      |      |      |      |     |